# Metridiidae
Metridiidae é uma família de cnidários antozoários da infraordem Thenaria, subordem Nyantheae (Actiniaria).

## Géneros
- Metridium Blainville, 1824
- Paraisometridium Zamponi, 1978